# Яковлево (Дорогобужский район)
Я́ковлево — деревня в Смоленской области России, в Дорогобужском районе. Население — 77 жителей (2007 год). Расположена в центральной части области в 5 км к югу от Дорогобужа, у автодороги Р137 Сафоново — Рославль. Входит в состав Озерищенского сельского поселения. Автобусное сообщение с Сафоновым, Дорогобужем, Ельней.

## История
Название древнее, по всей видимости от имени одного из владельцев начала XVII века «пустошь Якова Ржевского». Известно как минимум с 1646 года, когда было пожаловано польским королём пушкарям Дорогобужского замка. Отсюда одно из названий деревни Пушкарщина. В XIX веке пушкарями также была основана соседняя деревня Плетнёвка (прекратила существование). В Отечественную войну 1812 года деревня была местом сбора военного ополчения Смоленской губернии. В 1895 году была открыта школа грамоты, в 1905 земская. В конце XIX века открыта земская больница. В 1904 году в деревне было 895 жителей.

## Достопримечательности
- Городище на территории деревни.